# Rachovia brevis
Rachovia brevis är en fiskart som först beskrevs av Regan 1912.  Rachovia brevis ingår i släktet Rachovia och familjen Rivulidae. Inga underarter finns listade i Catalogue of Life.